# The Henry Stickmin Collection
The Henry Stickmin Collection também conhecido como Henry Stickmin series antes do lançamento de Collection, é um jogo de aventura baseado em cliques animado por PuffballsUnited e codificado por InnerSloth. O jogo gira em torno de um boneco fictício chamado Henry Stickmin, que é pego enquanto tentava roubar um banco. Depois de ser enviado para a prisão, ele escapa e outras aventuras seguem como sequências soltas.
O jogo é uma coleção de antologias, contendo os cinco primeiros jogos Henry Stickmin originalmente lançados na Stickpage e Newgrounds. Um novo jogo, Completing the Mission, foi desenvolvido especificamente para a coleção, para servir como um capítulo final da história. Todos os jogos (com exceção de Completing the Mission) foram remasterizados por meio do Adobe Flash especificamente para este jogo.